# Majavajärvi (sjö i Lappland, lat 66,15, long 26,35)
Majavajärvi är en sjö i Finland. Den ligger i kommunen Ranua i landskapet Lappland, i den norra delen av landet, 700 km norr om huvudstaden Helsingfors. Majavajärvi ligger 161,9 meter över havet. Arean är 79,1 hektar och strandlinjen är 7,99 kilometer lång. Sjön  ingår i Simo älvs huvudavrinningsområde.   Den sträcker sig 1,9 kilometer i nord-sydlig riktning, och 1,0 kilometer i öst-västlig riktning.
I övrigt finns följande i Majavajärvi:
- Majavansaari (en ö)
- Jussinsaari (en ö)